# Pere Balañà Bonvehí
Pere Balañà i Bonvehí (Barcelona, 1925 - 1995) fue un director de cine y realizador de televisión de España.

## Trayectoria profesional
Pere Balañà se inició en el teatro donde fue actor y director en el TEU. Su tío, Pere Balañà i Espinós, fue promotor de espectáculos taurinos y propietario de un conjunto de cines.
Entre 1953 y 1954 formó parte del colectivo La gente joven del cine amateur, que fundó con Jordi Feliu, Jordi Juyol y Sergi Schaaf. Rodó varios cortometrajes como El de rejones o Entrevías. 
Participó en la coproducción hispano-francesa El casco blanco (1959), donde firmó como Pedro B. Bonvehí. 
Reparación a domicilio, Una limosna probarracas de San Casimiro y Un día más fueran los siguientes cortometrajes que realizó. Después de estos proyectos rodó el largometraje El último sábado (1966). 
En el año 1965 promovió los estudios Kine en Sants. También hizo lo mismo con la productora Pro Filme. Trabajó en TVE hasta el año 1971. 
Una vez finalizada esta etapa, Balañà trabajó como ingeniero industrial, materia para la cual se había formado años antes.

## Filmografía
- 1966: El último sábado
- 1963: Un día más (mediometraje)
- 1959: El casco blasco

## Trabajos en Televisión
- Ayer, hoy ymañana
- Hoy es noticia
- Investigación en marcha
- Manos al volante
- Mare Nostrum
- Mundo insólito

- Datos: Q9058310